# Thorsten Trantow
Thorsten Trantow (* 29. Mai 1975 in Ettenheim). Staatl. gepr. Grafik-Designer ist als freischaffender Illustrator, Cartoonist und Comiczeichner in seinem Atelier in Herbolzheim bei Freiburg im Breisgau tätig.
Trantow zeichnet seit einigen Jahren im Auftrag des Deutschen Kinderhilfswerk e.V. Bekannt sind u. a. seine beiden Comicserien "Gustafson" und "Popel". Das Bundesamt für Naturschutz richtet seit ein paar Jahren Wettbewerbe mit dem Zeichner aus. Im Frühjahr 2008 fand eine
gemeinsame Aktion mit dem Cartoonisten zur 9. UN Naturschutzkonferenz statt. Die Aktion mit dem Künstler und seinen Werken wurde in Europa und in Kanada ausgetragen.
Einige Illustrationen sind bisher in verschiedenen Schulbüchern und Sachbüchern erschienen.
Er ist Erfinder und Schöpfer der Comicfigur "Linus" aus dem Kinder-Postermagazin "Galino".

## Comicstrip-Publikationen
in
- Aachener Nachrichten
- Stuttgarter Nachrichten
- Schwarzwälder Bote
- Lahrer Zeitung
- Yaez
- Nordkurier
- Die Oberbadische
- Der neue Tag
- Fränkischer Tag
- Augsburger Allgemeine
- Allgäuer Zeitung
- Rhein-Main-Presse
- Darmstädter Echo
- Schwäbische Zeitung

## Buch-Publikationen
- Die Reise zum Regenbogen, Eigenverlag 2000
- Die Abenteuer der Rabenbande 1 – Lukullus und die Münzfälscher, Wißner 2006, ISBN 978-3-89639-561-0
- Die Abenteuer der Rabenbande 2 – Verrat an Bischof Ulrich, Wißner 2006, ISBN 978-3-89639-562-7
- Die Abenteuer der Rabenbande 3 – Spion in der Textilfabrik, Wißner 2010, ISBN 978-3-89639-782-9
- Die super Witze-Parade, Bassermann 2007, ISBN 978-3809421016
- Schlau kochen, Umschau 2009, ISBN 978-3865286086
- Popel – Bin da!, Eigenverlag 2010
- Popel – Familie, Freunde und andere Katastrophen, Eigenverlag 2011

## Media
- Film: Trantow beim Zeichnen"

| Personendaten    | Personendaten                                         |
| ---------------- | ----------------------------------------------------- |
| NAME             | Trantow, Thorsten                                     |
| KURZBESCHREIBUNG | deutscher Grafik-Designer, Illustrator und Cartoonist |
| GEBURTSDATUM     | 29. Mai 1975                                          |
| GEBURTSORT       | Ettenheim                                             |